# 서울중현초등학교
서울중현초등학교는 대한민국 서울특별시 노원구 하계동 소재의 초등학교이다.

## 학교 연혁
- 1990년 4월 27일 서울중현국민학교 개교.
- 1996년 3월 1일 서울중현초등학교로 교명 개칭

## 참고 자료
- 서울중현초등학교 - 한국교육학술정보원 학교알리미